# Globuloviridae

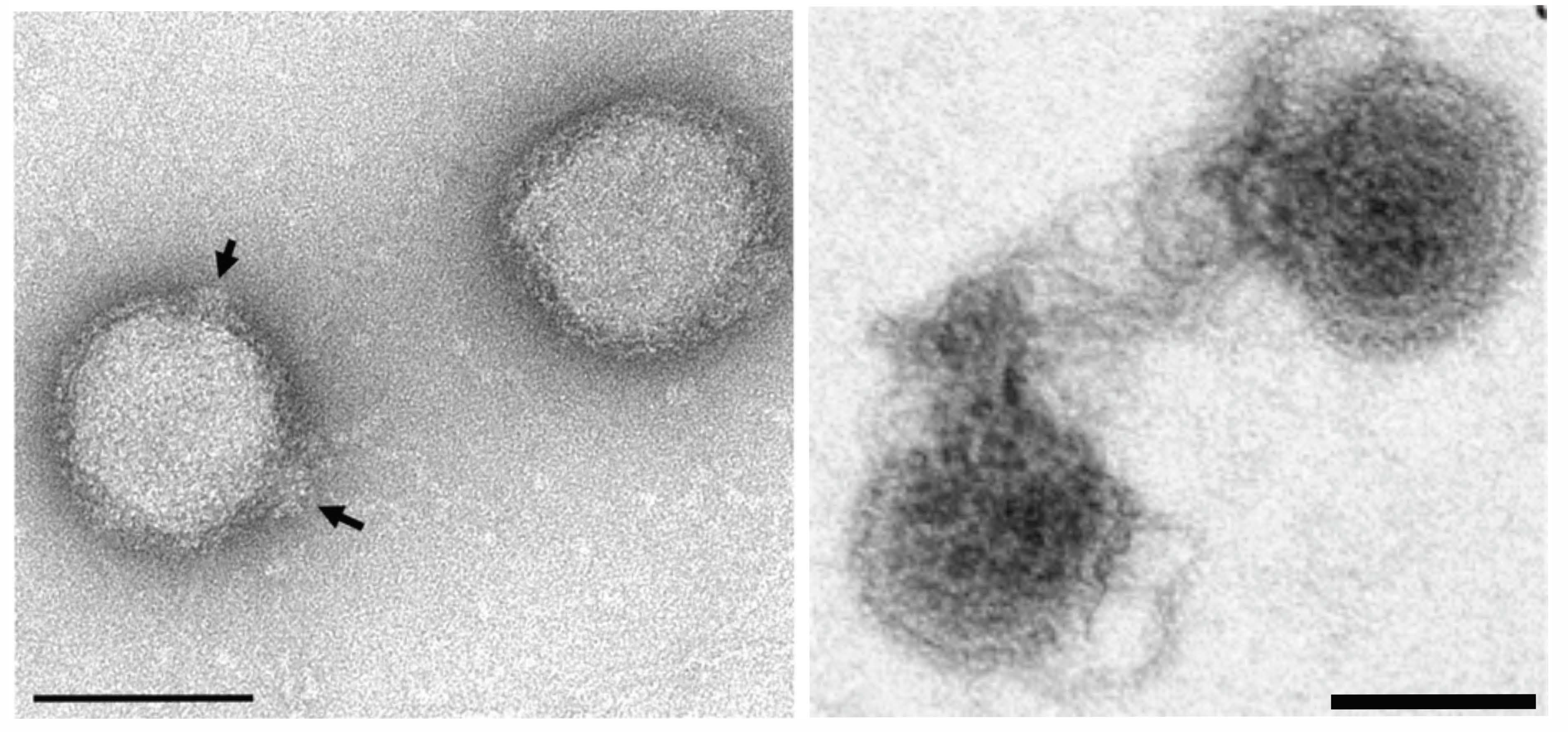
Negativkontrast-EM-Aufnahmen von Virionen des Pyrobaculum spherical virus (PSV, Gattung Alphaglobulovirus). Links: Intakte Virionen mit kugelförmigen Ausstülpungen (Pfeile). Rechts: Teilweise beschädigte Virionen, einen ungeordneten Nukleoproteinkern ausstoßend. Balken 100 nm dar. ICTV, modifiziert nach Häring et al.

Globuloviridae ist die Bezeichnung für eine Familie hyperthermophiler Viren.
Als natürliche Wirte dienen Archaeen Gattungen Pyrobaculum und Thermoproteus (beide Crenarchaeota).
Zu den früher schon anerkannten Mitgliedern 
Alphaglobulovirus pozzuoliense (syn. Alphaglobulovirus PSV, mit Pyrobaculum spherical virus, PSV) und 
Alphaglobulovirus cinderense (syn. Alphaglobulovirus TTSV1, mit Thermoproteus tenax spherical virus 1, TTSV-1) sind inzwischen noch zwei weitere hinzugekommen, 
Alphaglobulovirus obsidianense (syn. Alphaglobulovirus PSV2, mit Pyrobaculum spherical virus 2, PSV-2) und 
Alphaglobulovirus sileriense (syn. Alphaglobulovirus TSPV1, mit Thermoproteus spherical piliferous virus 1, TSPV1).

## Aufbau
Die Virionen der Globuloviridae sind kugelförmig (sphärisch) und (vermutlich) umhüllt.
Der Durchmesser beträgt etwa 100 nm.

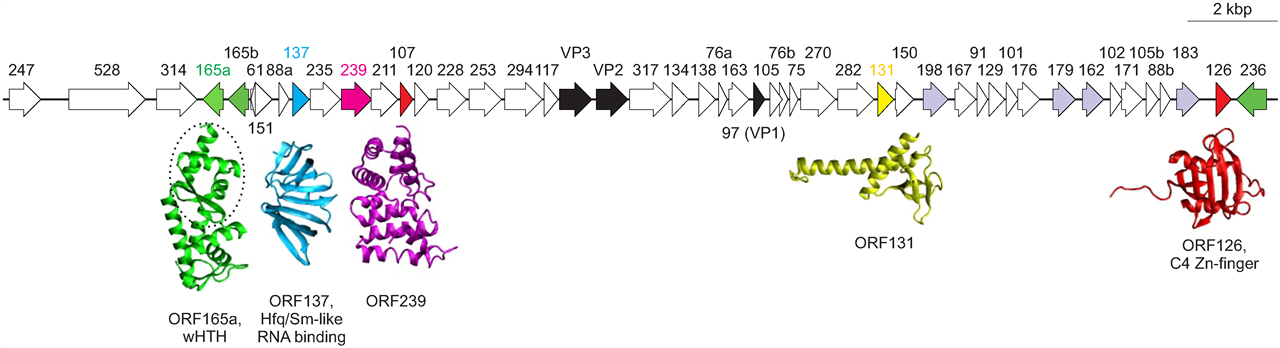
Genomorganisation von PSV mit Darstellung von Lage, Größe und Richtung der mutmaßlichen Gene

Das Genom der Globuloviridae  ist ein einzelnes, lineares Doppelstrang-DNA-Molekül (unsegmentiert, d. h. monopartit). Es hat eine Länge von etwa 20–30 kbp (Kilobasenpaare).

## Reproduktionszyklus
Globuloviren reproduzieren im Zytoplasma der Wirtszellen.
Die Transkription erfolgt anhand der genomischen DNA als Vorlage.
Als natürliche Wirte dienen Archaeen der Gattungen Pyrobaculum und Thermoproteus (beide Thermoproteaceae, Crenarchaeota).
Die Übertragung geschieht durch passive Diffusion.

## Systematik
Die Systematik der Globuloviridae ist nach ICTV (ergänzt durch Vorschläge in doppelten Anführungszeichen nach NCBI) mit Stand Mai 2024 wie folgt:
Gruppe: dsDNA

- Ordnung: nicht klassifiziert
  - Familie Globuloviridae
    - Gattung Alphaglobulovirus (früher Globulovirus)
      - Spezies Alphaglobulovirus cinderense (früher Alphaglobulovirus TTSV1) mit Thermoproteus tenax spherical virus 1 (TTSV1)
      - Spezies Alphaglobulovirus obsidianense (früher Alphaglobulovirus PSV) mit Pyrobaculum spherical virus (PSV[-1])
      - Spezies Alphaglobulovirus pozzuoliense (früher Alphaglobulovirus PSV2) mit Pyrobaculum spherical virus 2 (PSV-2)
      - Spezies Alphaglobulovirus sileriense (früher Alphaglobulovirus TSPV1) mit Thermoproteus spherical piliferous virus 1 (TSPV1)